# Sebastián Rodríguez (cyclisme)
Pour les articles homonymes, voir Sebastián Rodríguez et Rodríguez.
Rodríguez  Cadena est un nom espagnol. Le premier nom de famille, en général paternel, est Rodríguez ; le second, en général maternel, souvent omis, est Cadena.
Pedro Sebastián Rodríguez Cadena, né le 14 juin 1994 à Ipiales, est un coureur cycliste équatorien.

## Palmarès sur route

### Par année
- 2009
  - 2e du championnat d'Équateur sur route cadets
- 2012
  -  Champion d'Équateur du contre-la-montre juniors
  - 3e du championnat d'Équateur sur route juniors
- 2013
  - 3e étape de la Vuelta al Azuay
- 2018
  - 7e étape du Tour de Mendoza
- 2023
  - 5e étape du Tour de l'Uruguay

### Classements mondiaux
| Année            | 2014 |
| ---------------- | ---- |
| UCI America Tour | 340e |